# Kim Leine
Kim Leine, född 28 augusti 1961 i Bø i dåvarande Bø kommun (nuvarande Midt-Telemarks kommun) i Telemark fylke i södra Norge, är en dansk-norsk romanförfattare. Leine föddes i Norge och flyttade till Danmark som 17-åring. Efter att ha utbildat sig till sjuksköterska flyttade han till Grönland där han arbetade i 15 år. År 2004 flyttade han tillbaka till Danmark och 2007 kom hans romandebut. Flera av hans romaner har utspelat sig på Grönland. Hans fjärde roman, Profeterna vid Evighetsfjorden från 2012, tilldelades Jytte Borberg-priset, De Gyldne Laurbær och Nordiska rådets litteraturpris 2013. År 2020 tilldelades Leine Vestfold og Telemarks litteraturpris.